# Канайма (национальный парк)

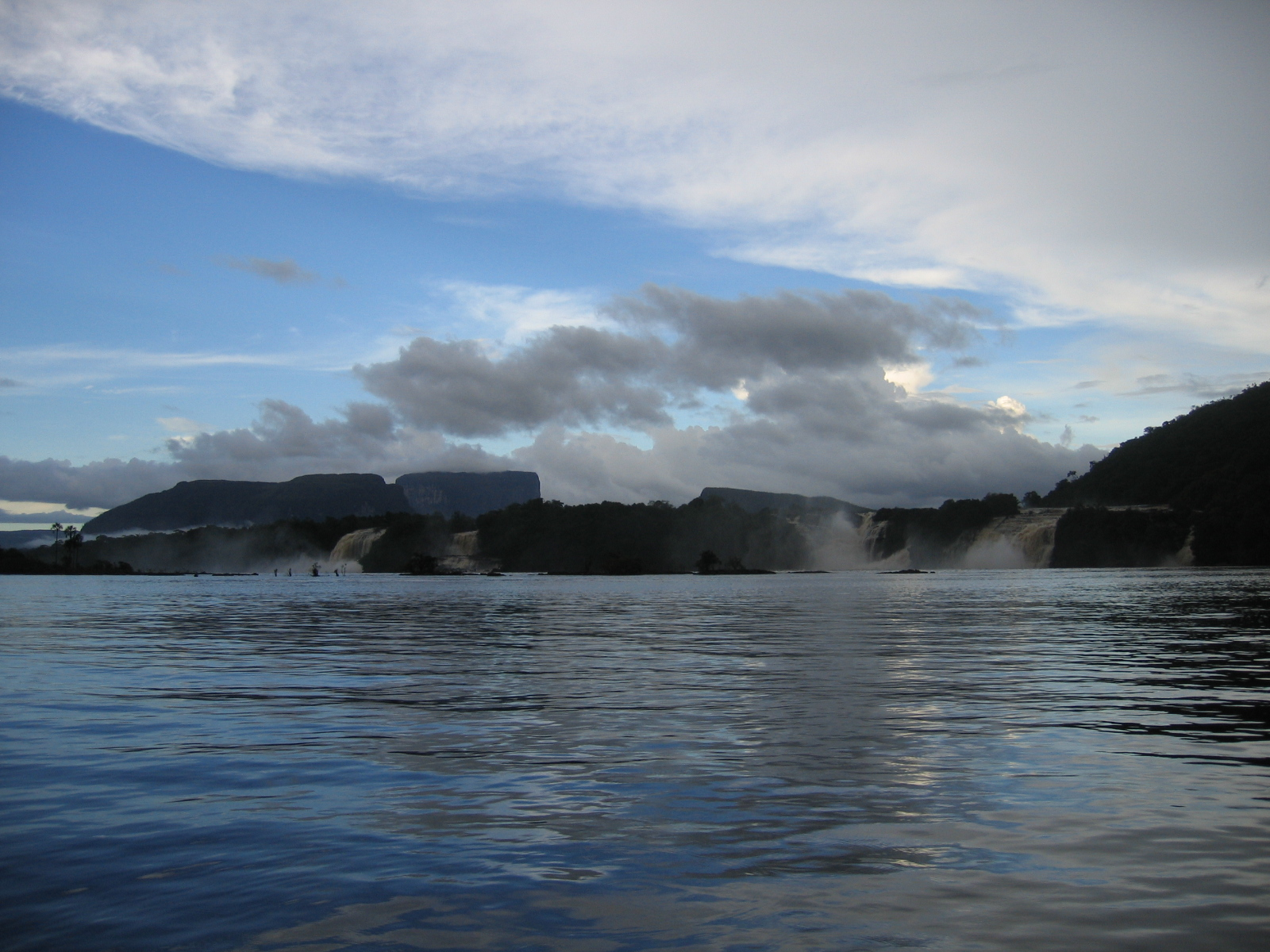
Лагуна Канайма

Национальный парк Кана́йма (исп. Parque Nacional Canaima) — парк на юго-востоке Венесуэлы, на границе с Бразилией и Гайаной. Площадь парка около 30000 км². Расположен в штате Боливар и занимает примерно на той же территории, что и природный парк Гран Сабана.
Парк был открыт 13 июня 1962 года и занимает второе место по размерам в стране, уступая только парку Парима-Тапирапеко.
С 1994 года Канайма занесён в список Всемирного наследия ЮНЕСКО. Главной достопримечательностью и ценностью парка являются находящиеся там тепуи (плосковершинные горы).
Самые известные тепуи парка — Рорайма (самая высокая и самая простая для восхождения) и Ауянтепуи, где находится знаменитый водопад Анхель, самый высокий в мире. Тепуи — песчаники, сформировавшиеся в эпоху, когда Южная Америка и Африка были частями одного суперконтинента.
Территория национального парка является родиной индейского народа пемон, почитающих тепуи как дом духов «мавари». Парк находится в отдалённой местности; дорог, связывающих населённые пункты, крайне мало, поэтому основным транспортом является малая авиация, а также пешие переходы и передвижение по рекам на каноэ.
Большинство местных жителей — пемоны, которые заняты, в основном, в сфере туризма.

## Галерея

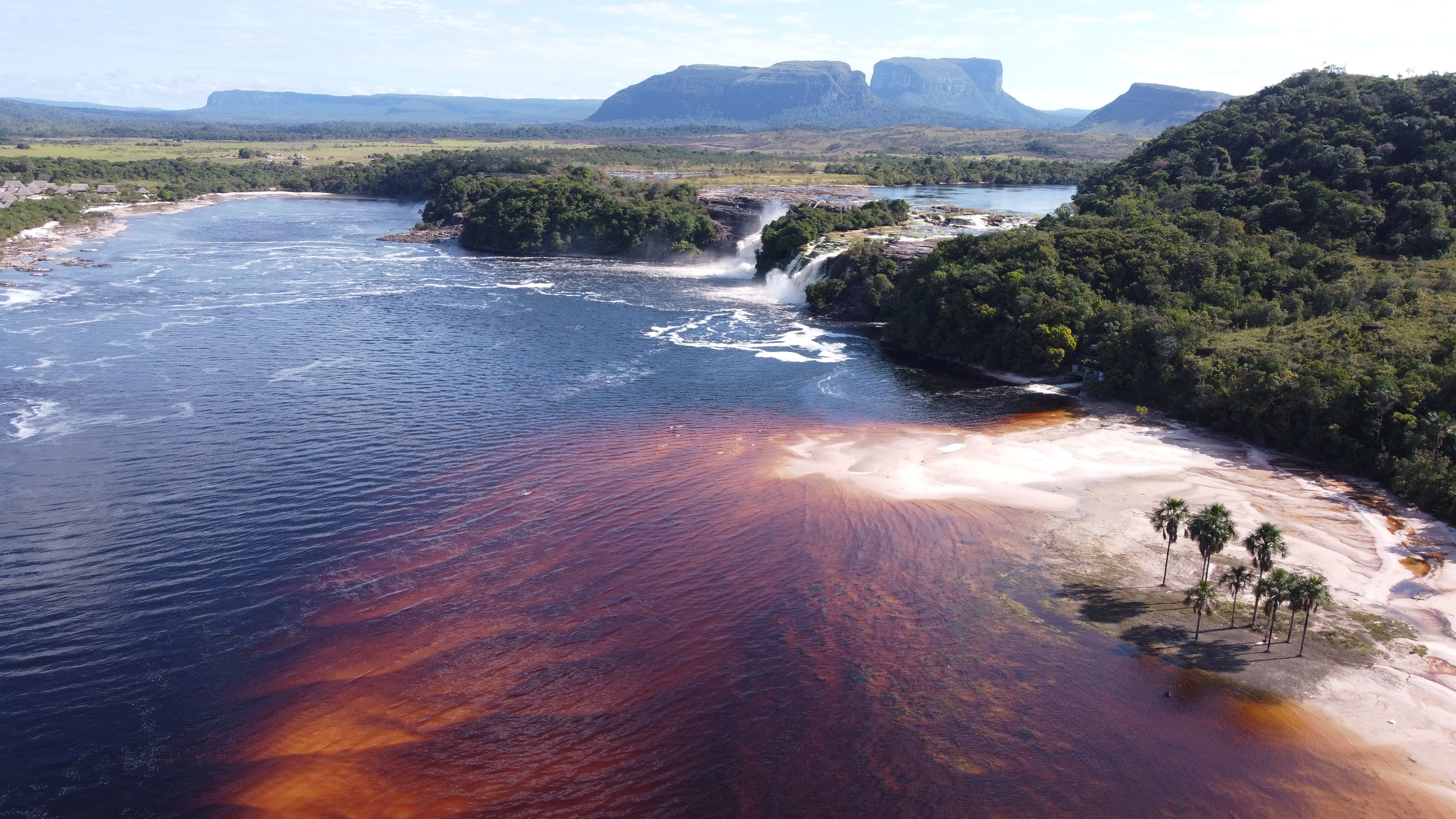
Лагуна Канайма и водопад Укайма
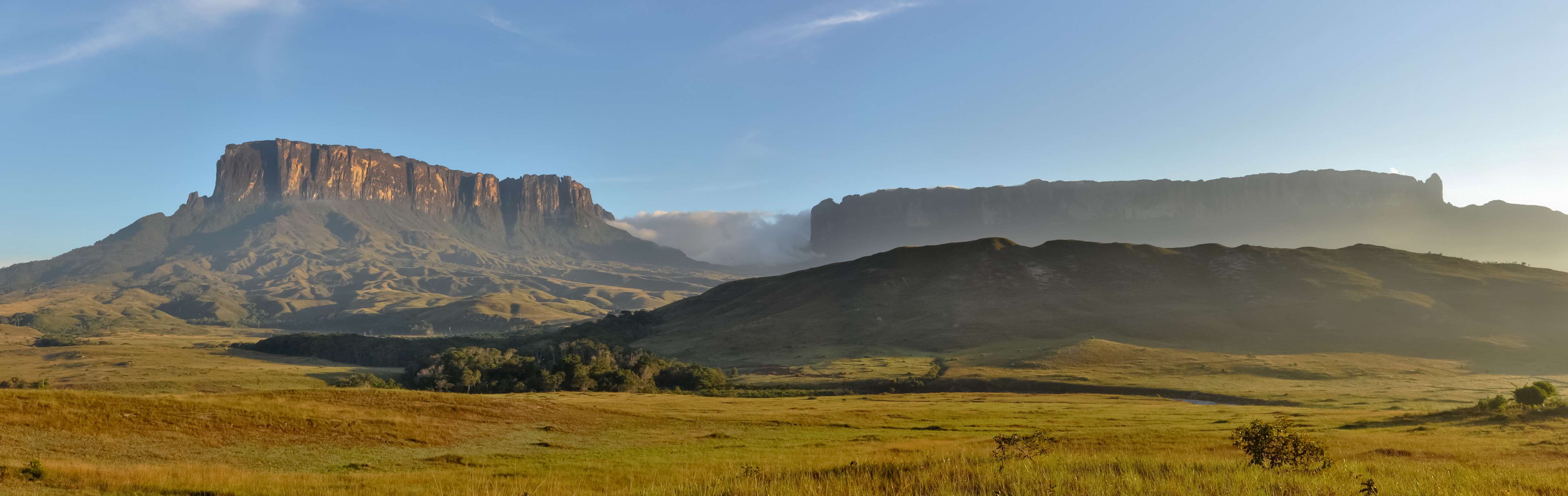
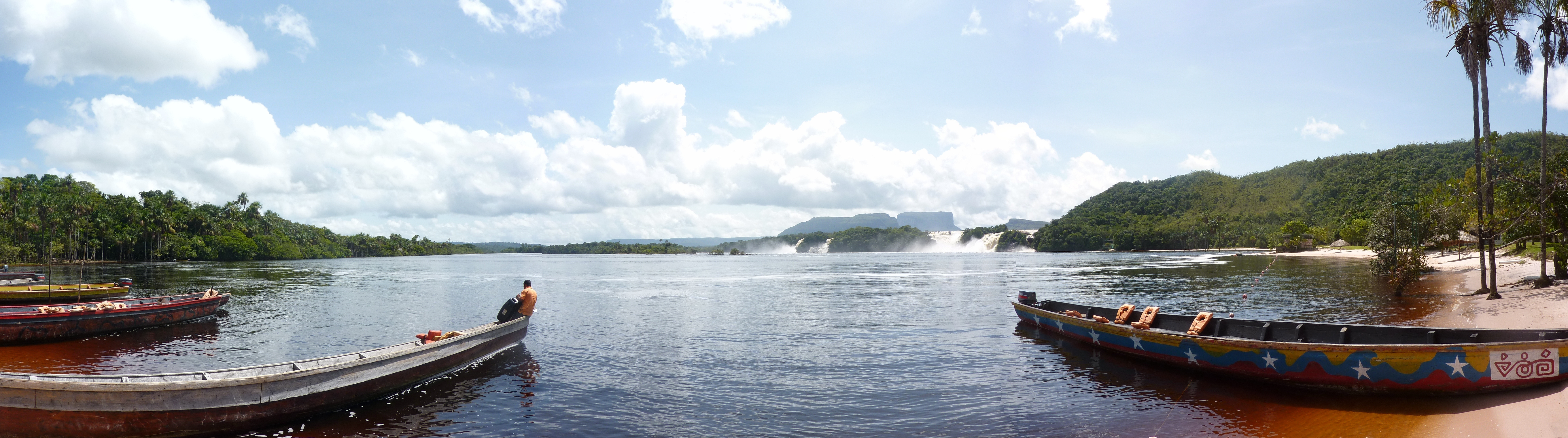
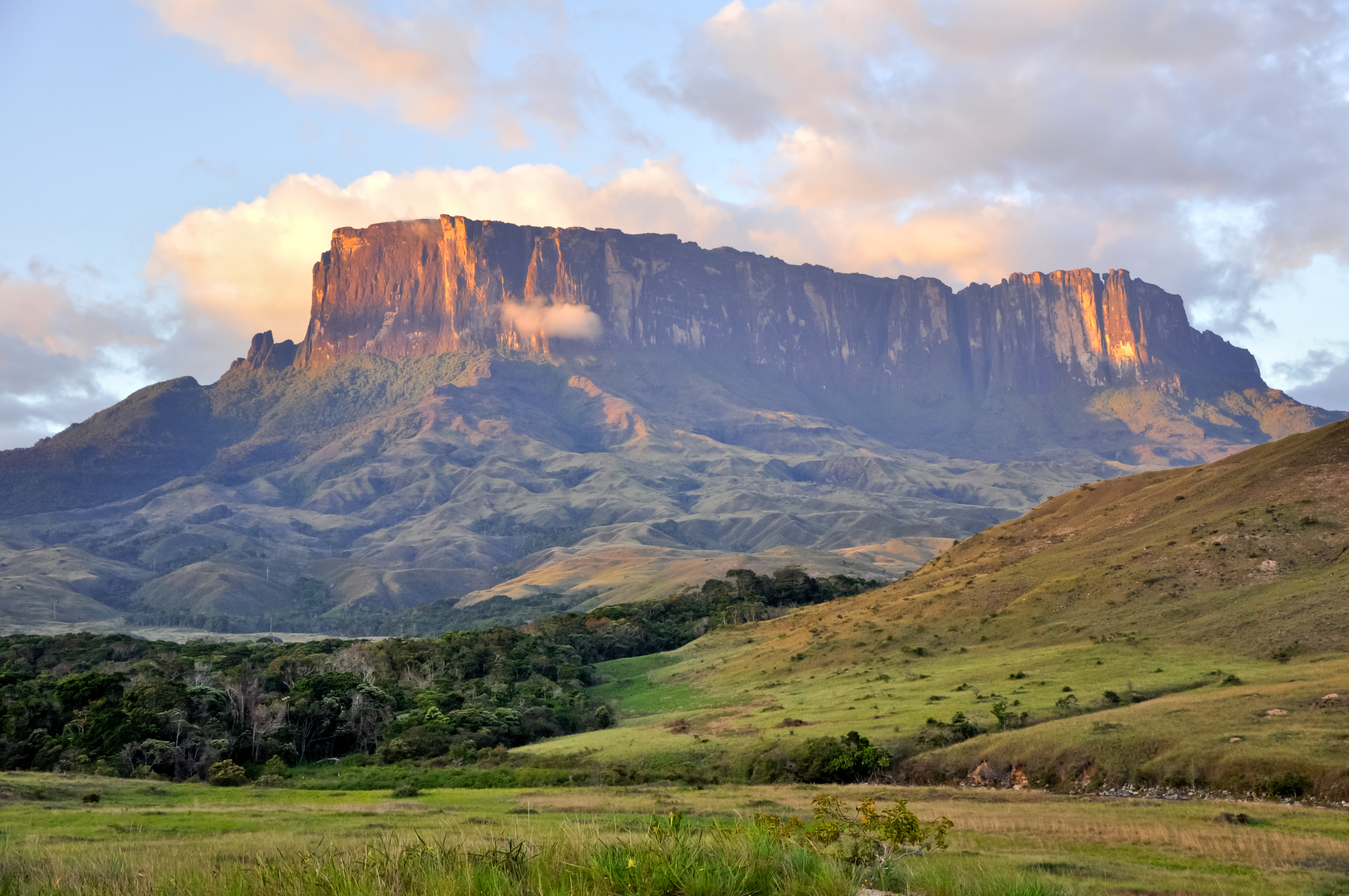
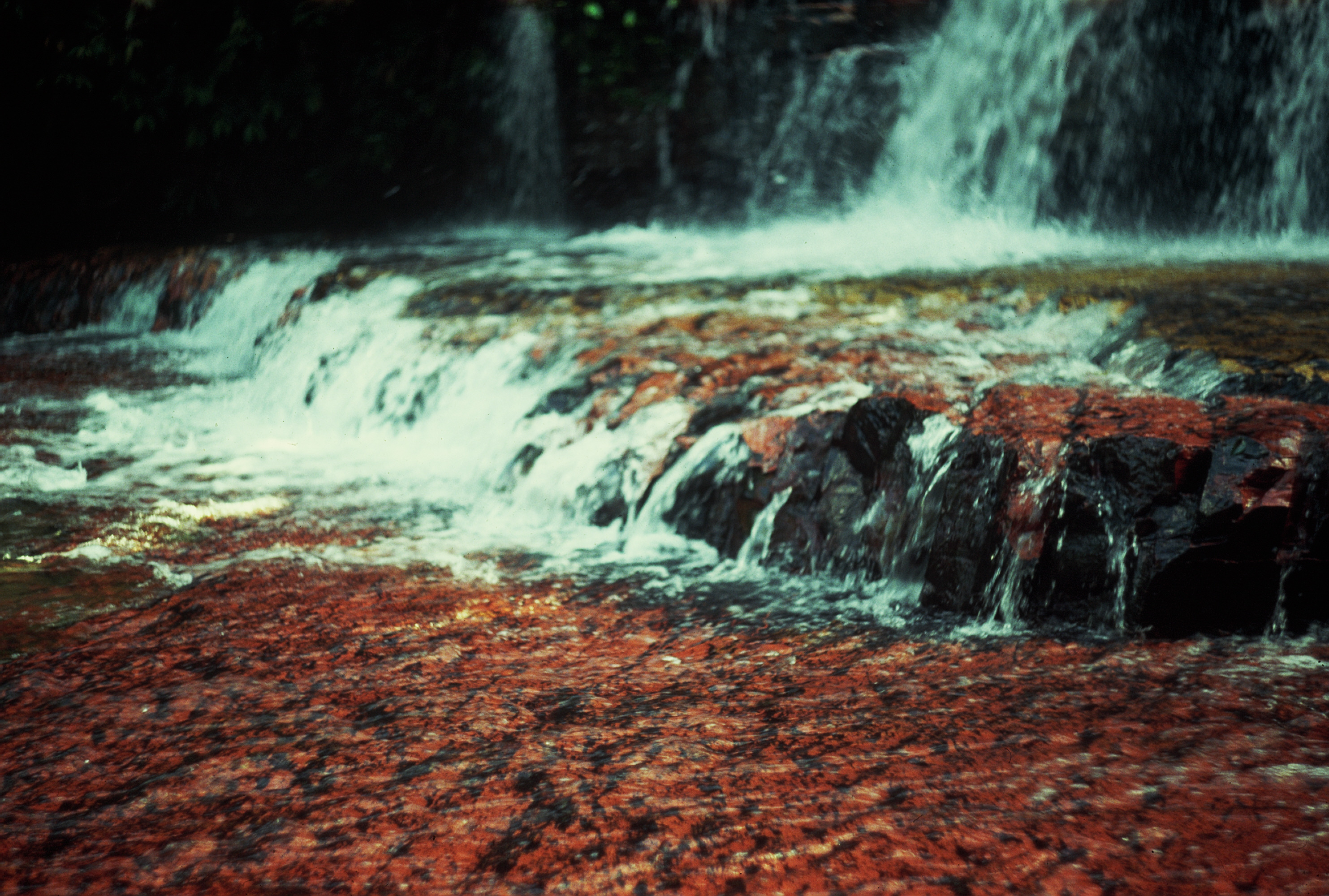
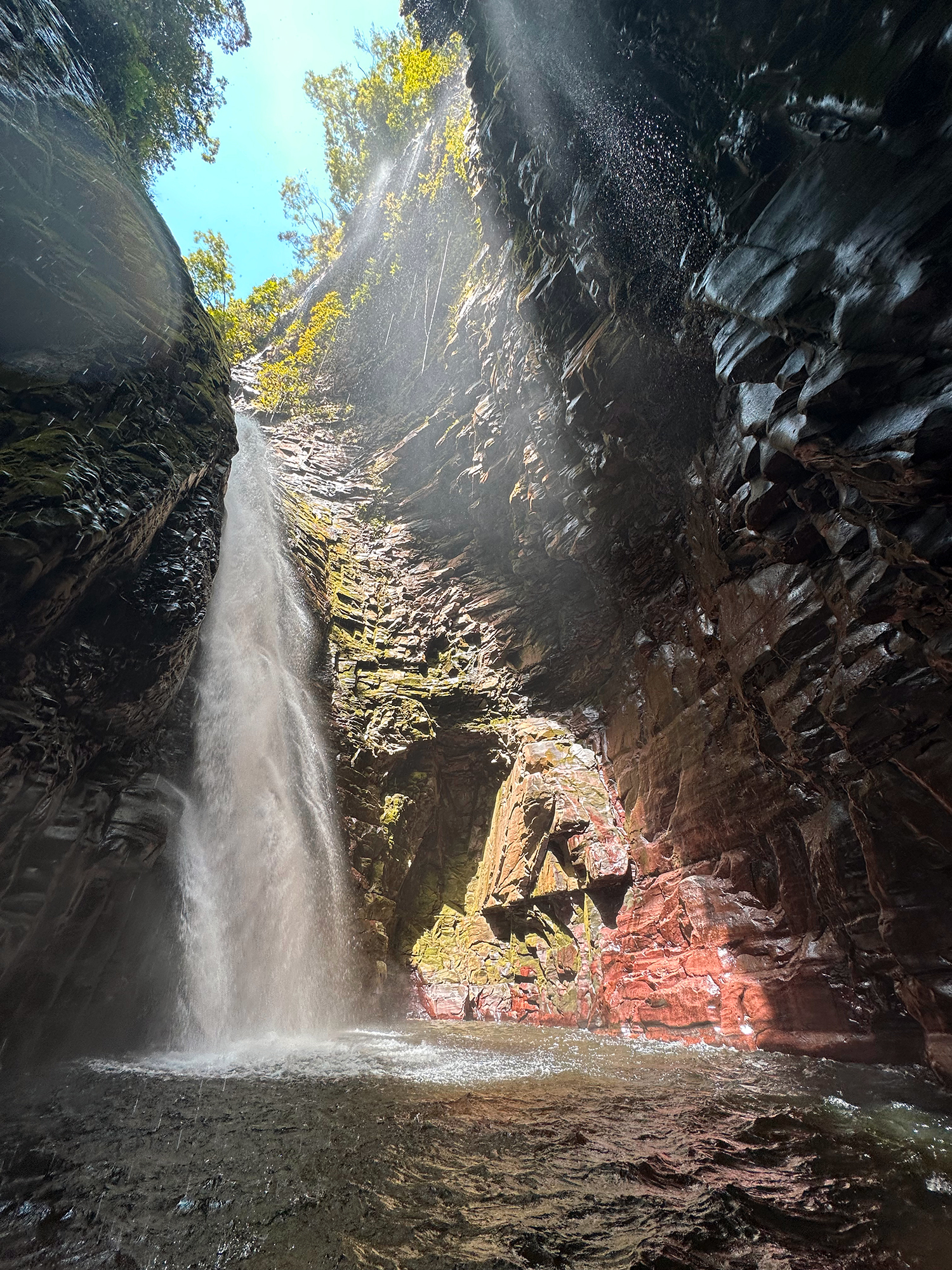
Пещеры Кавач
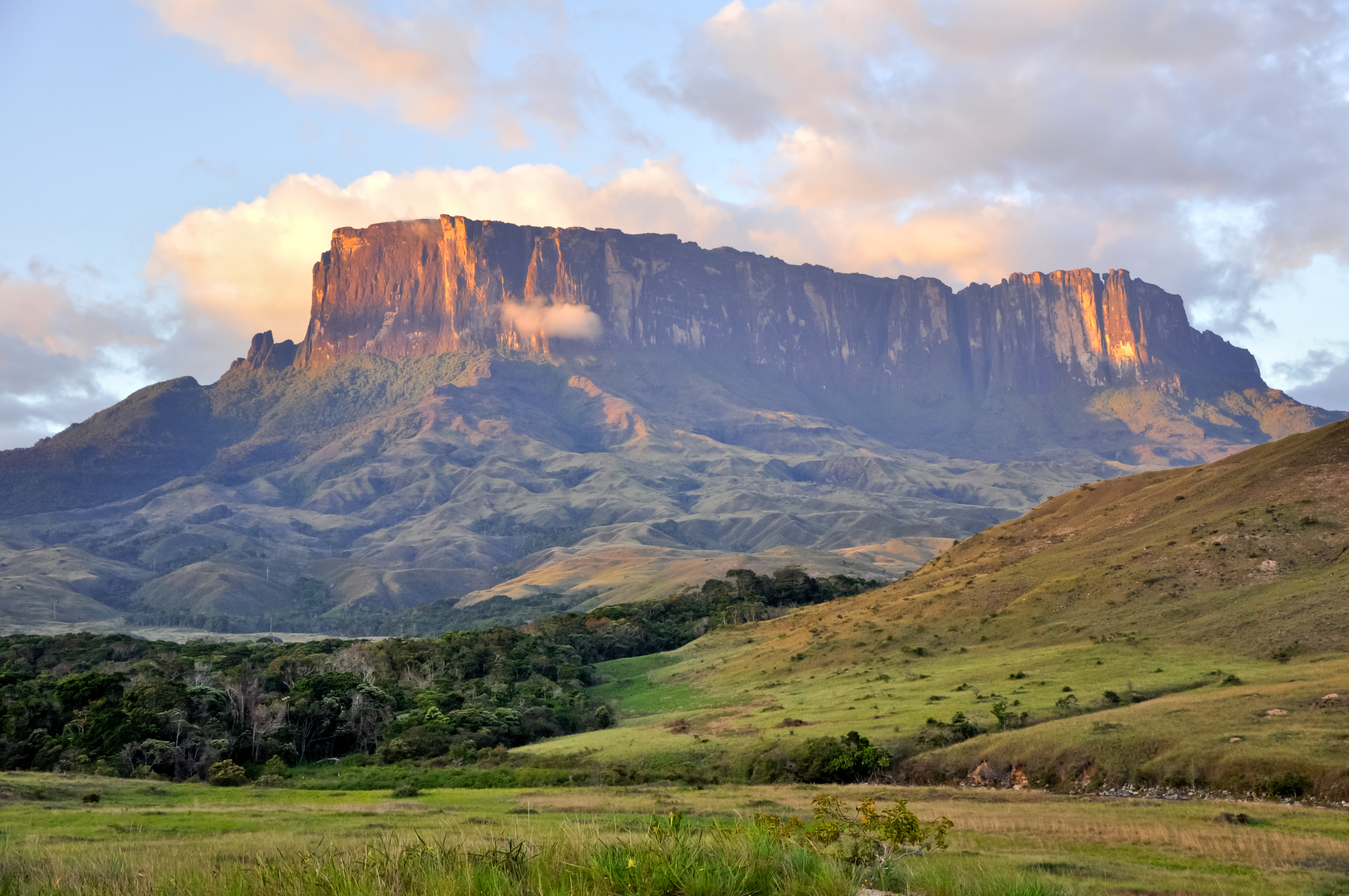
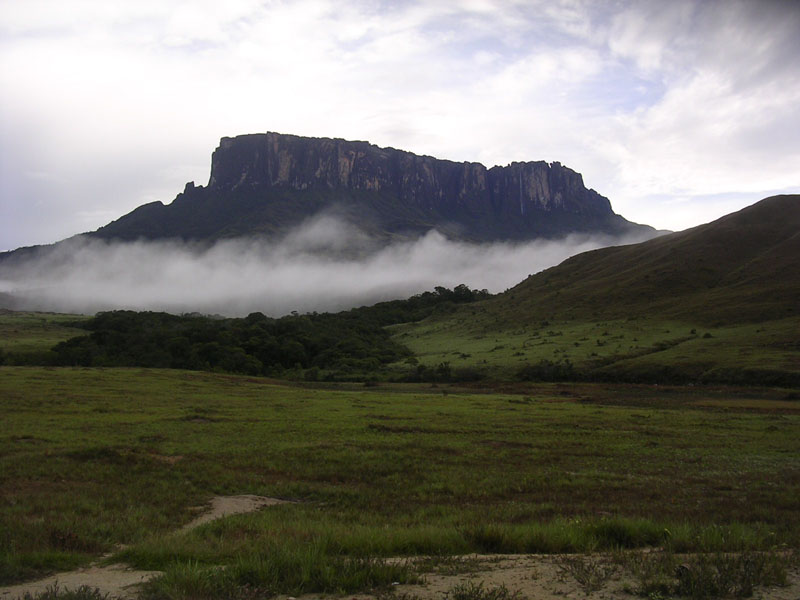
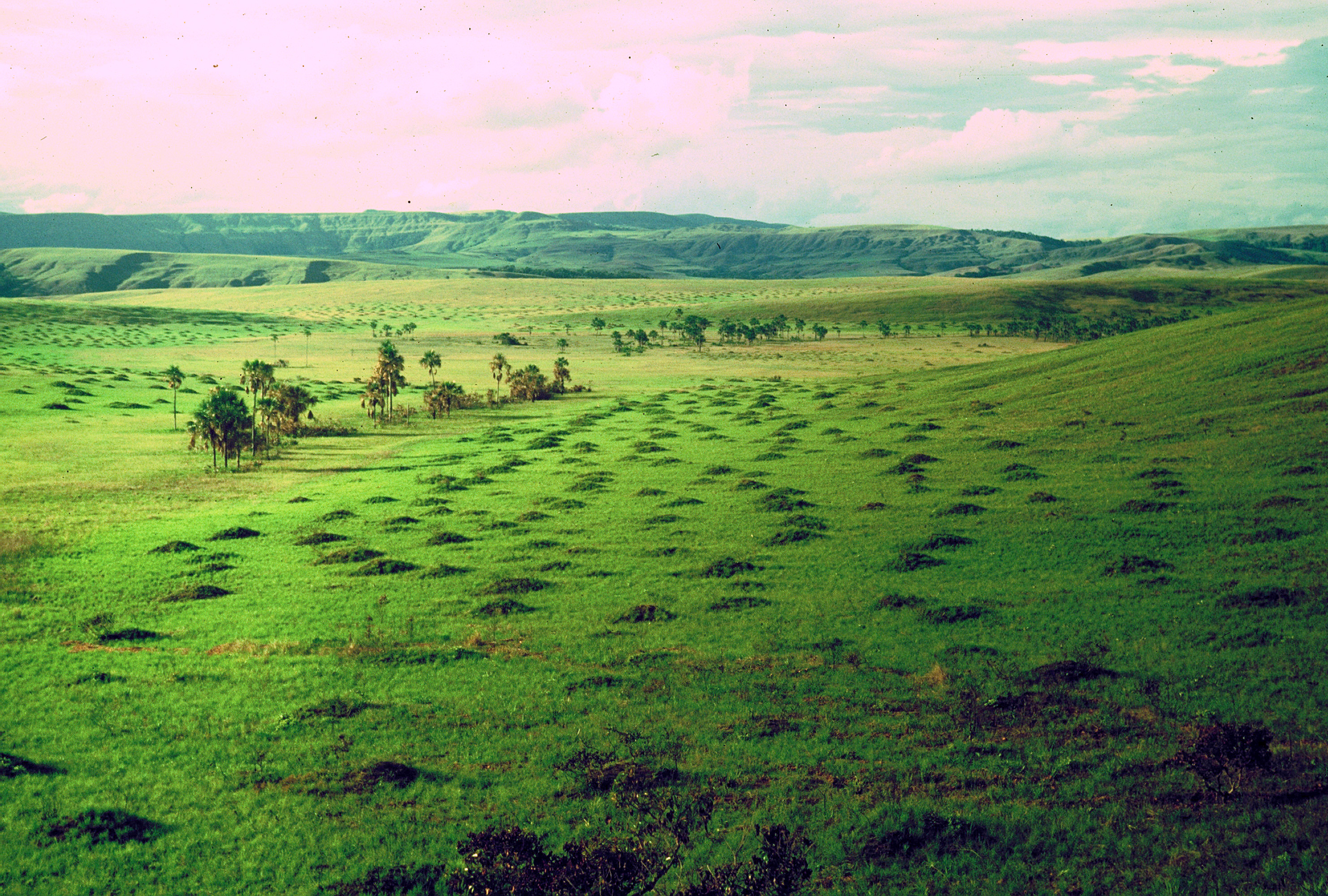
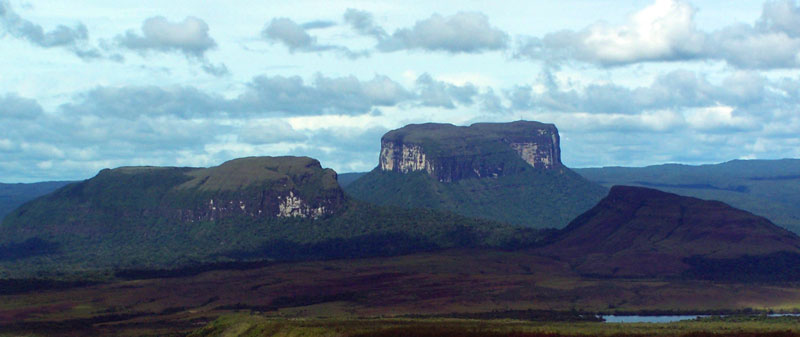
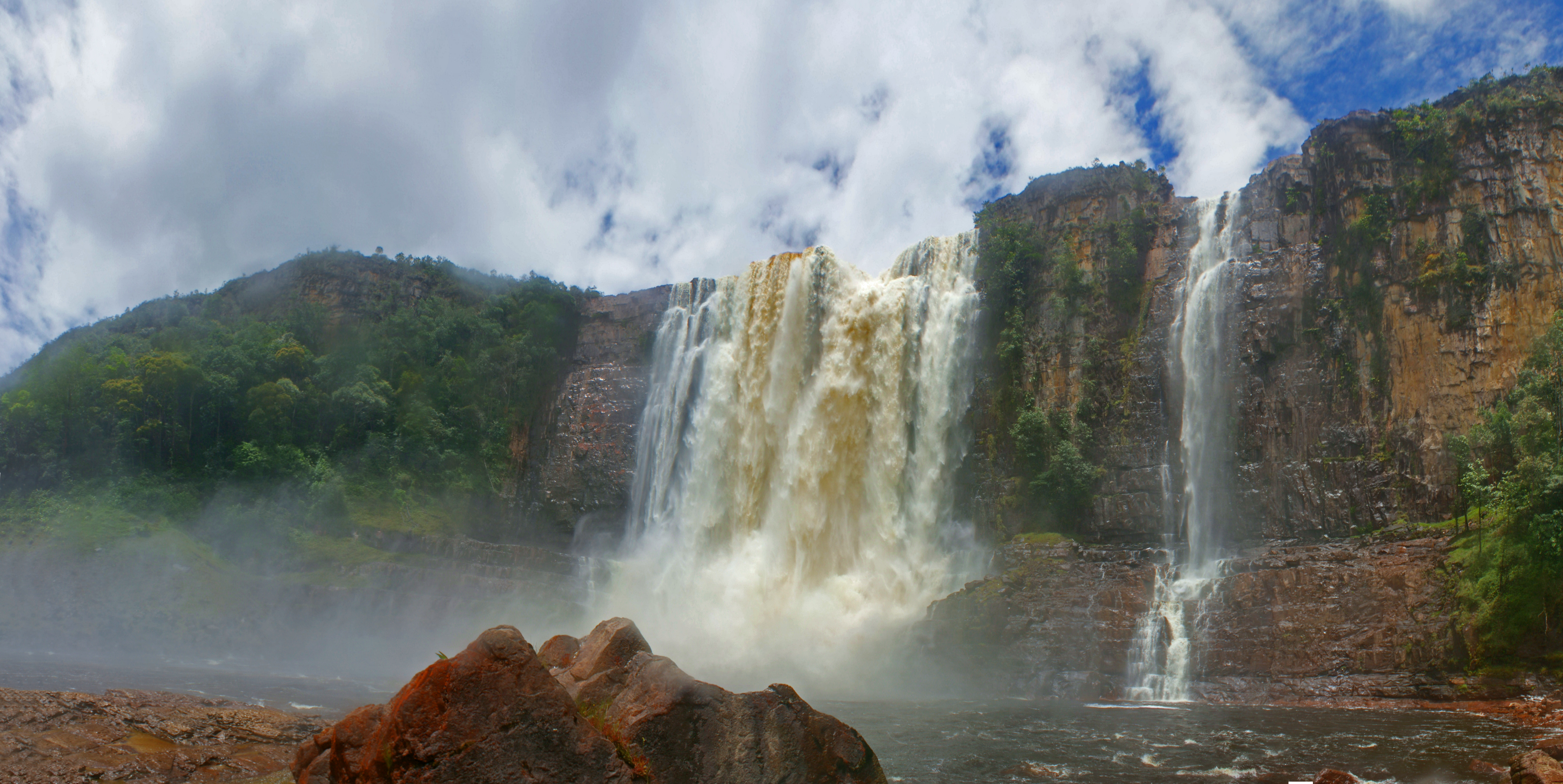
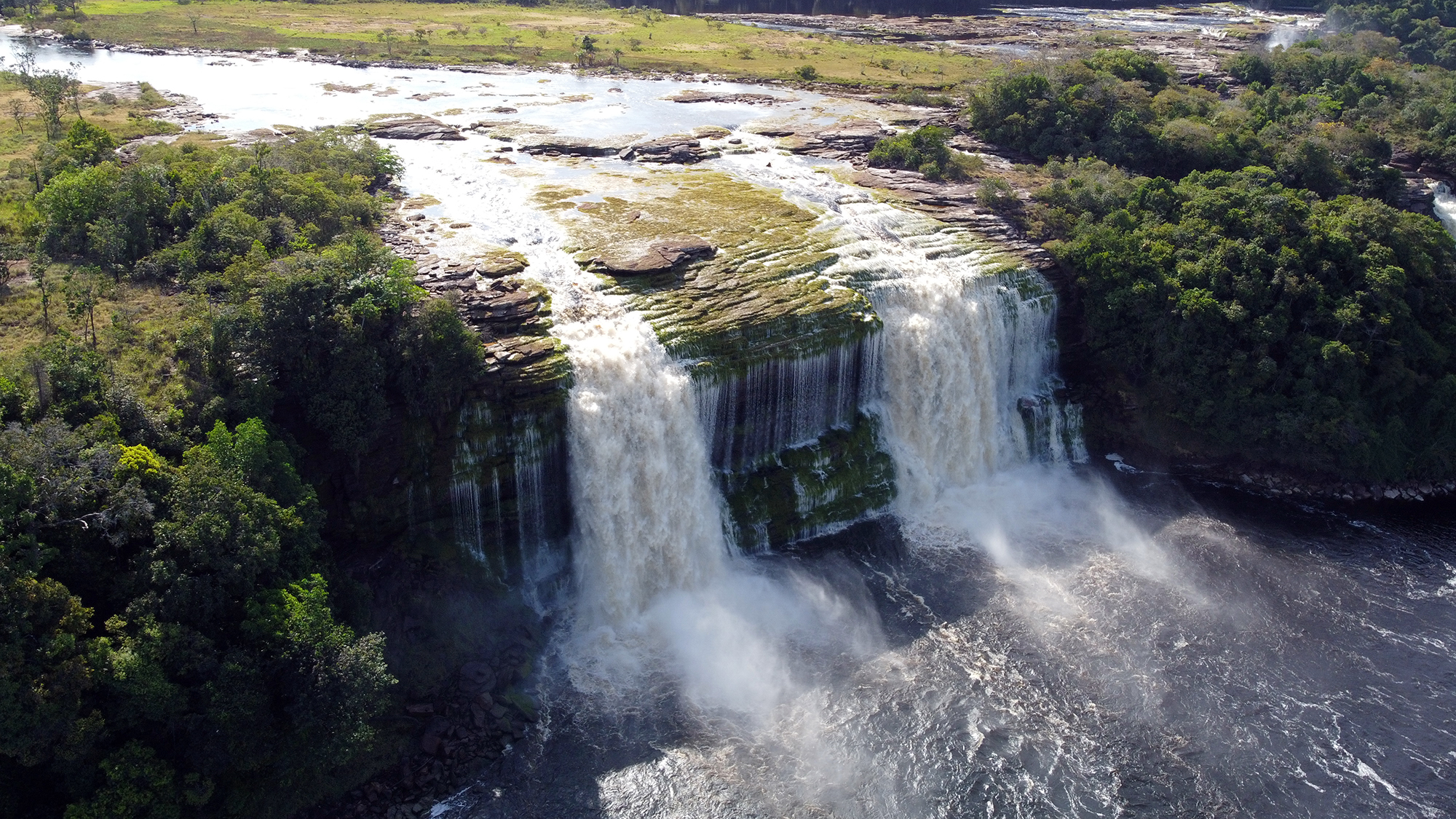
Эль-Хача падает
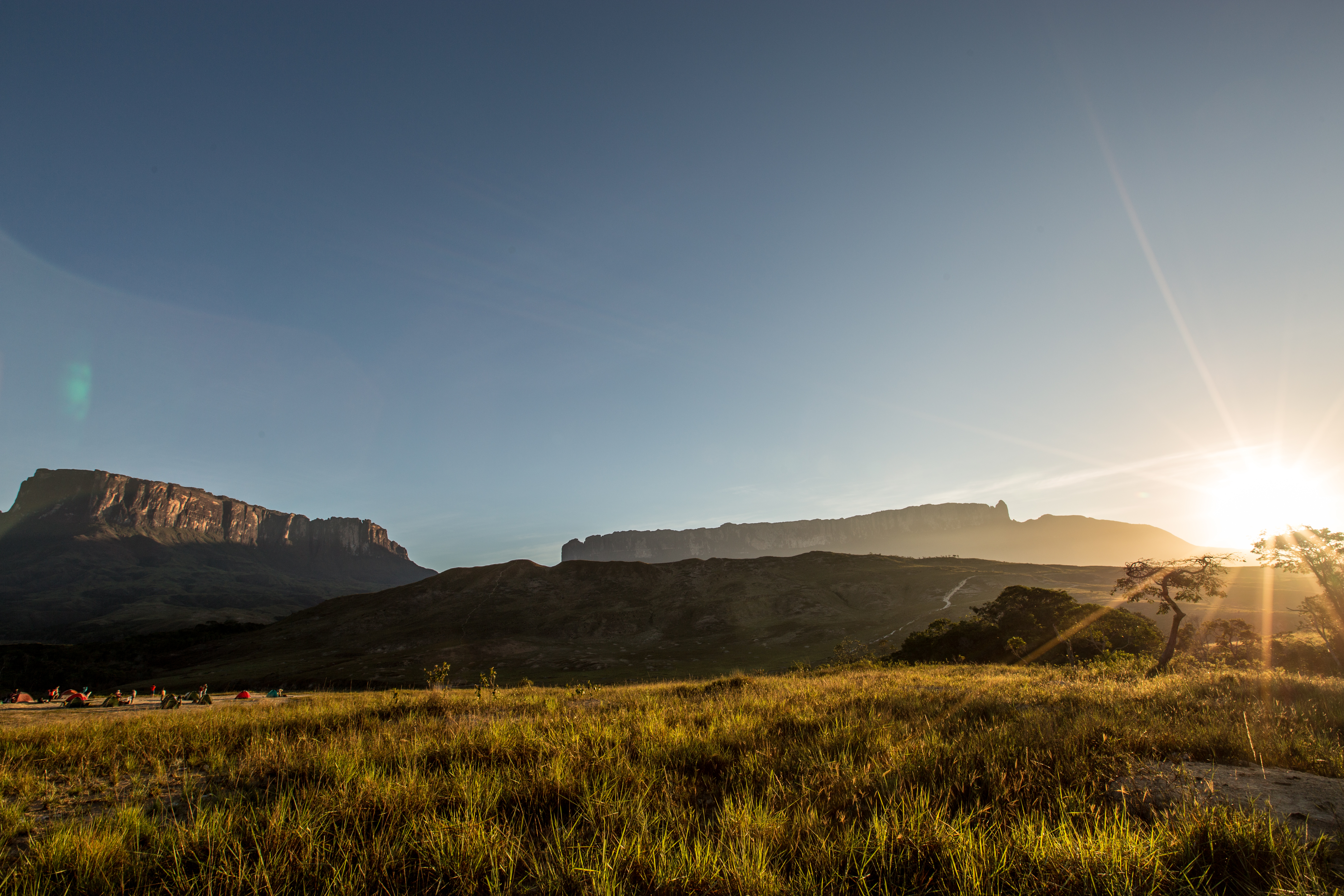
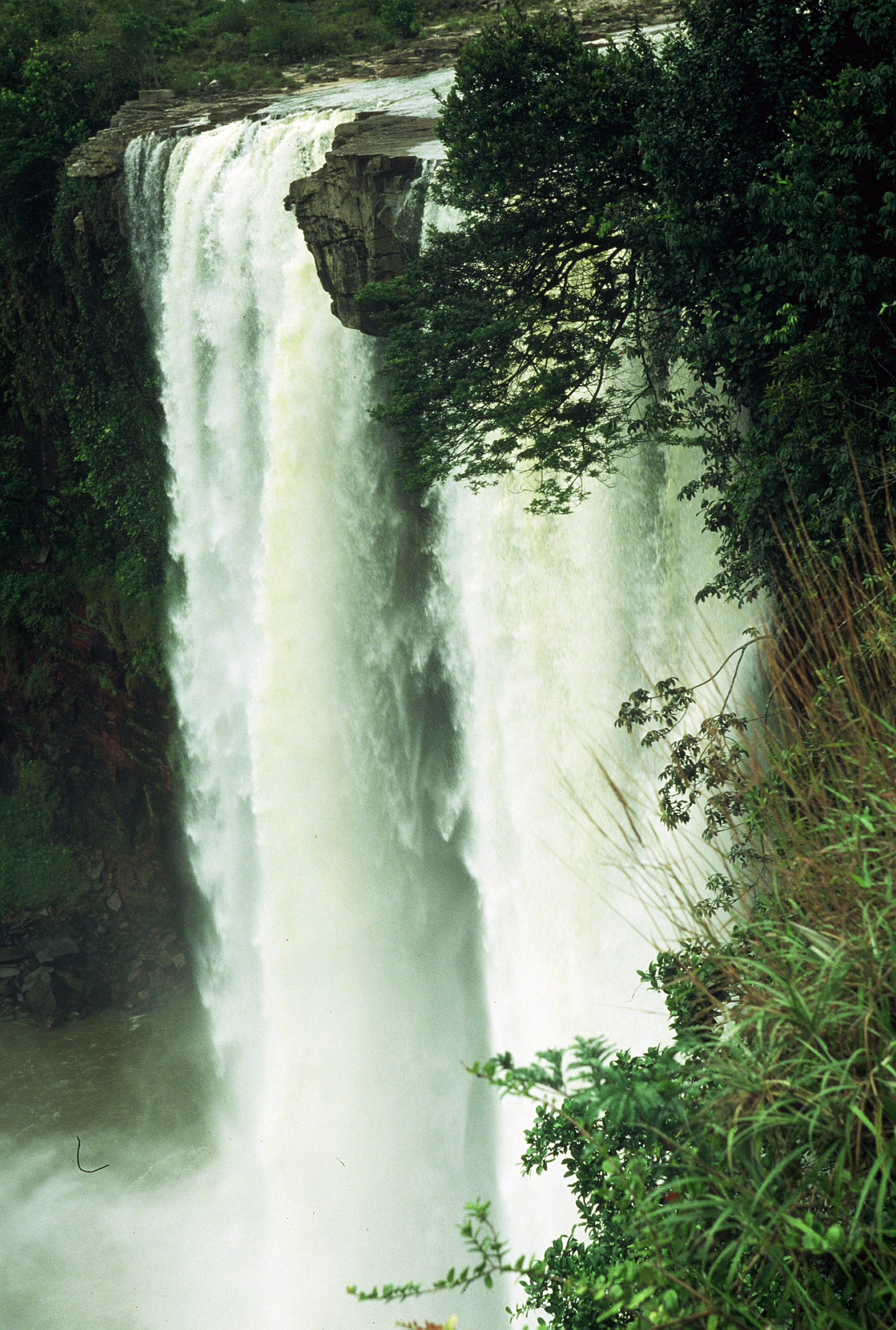
Kamá Falls
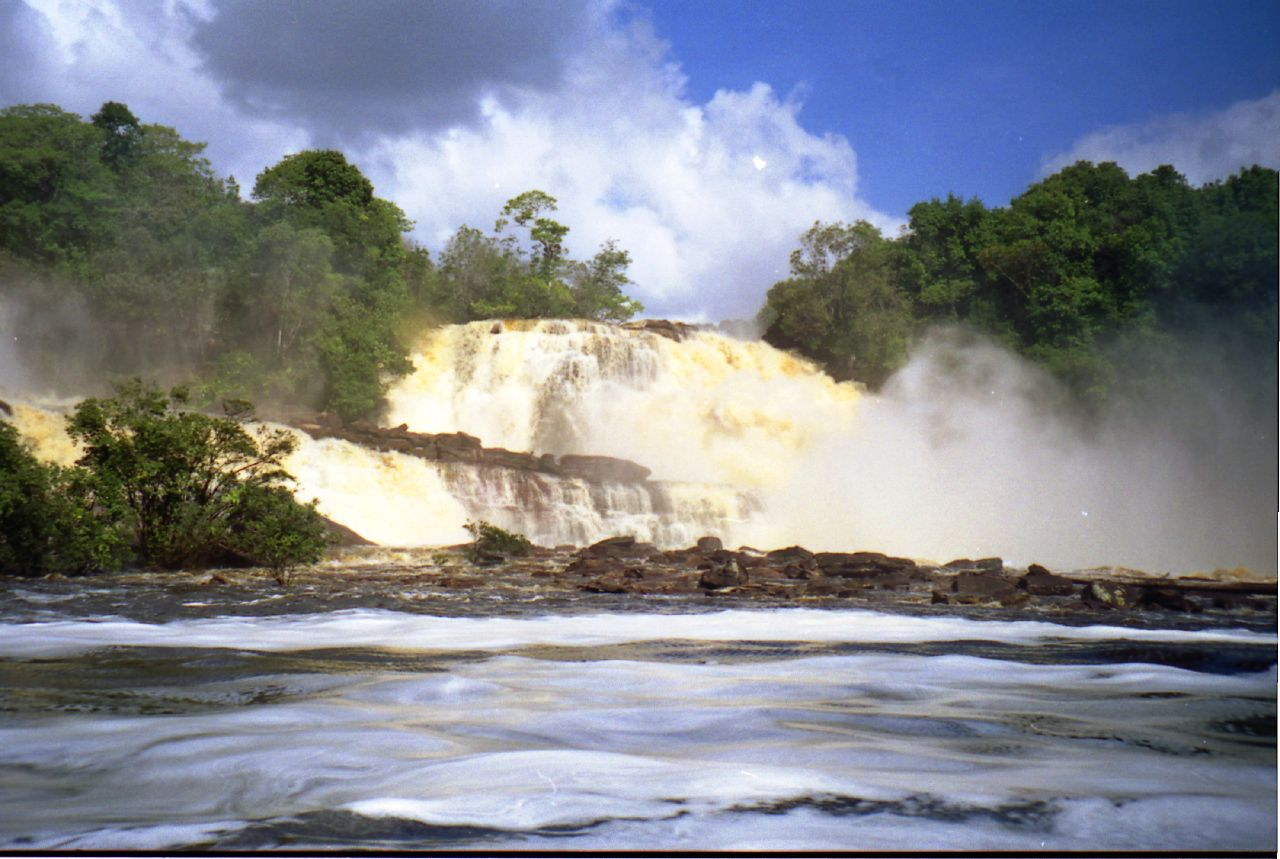
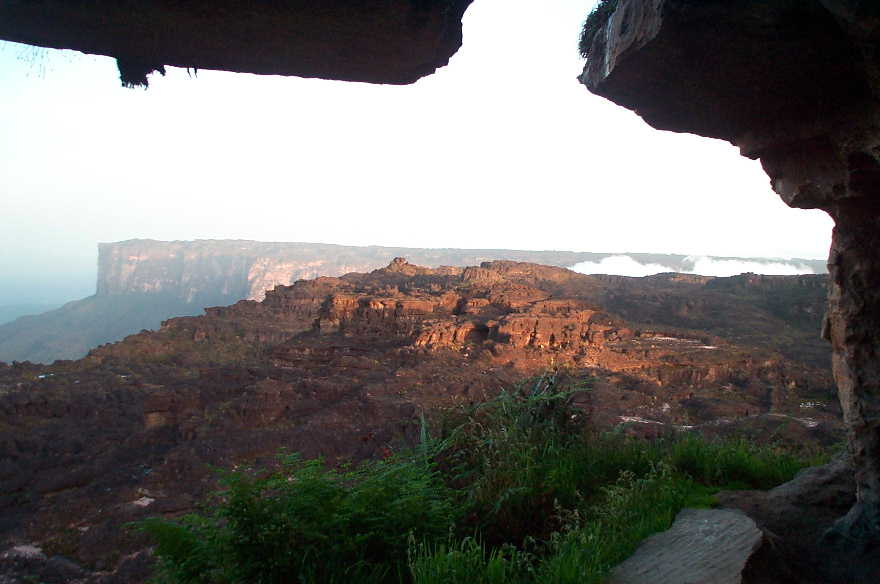
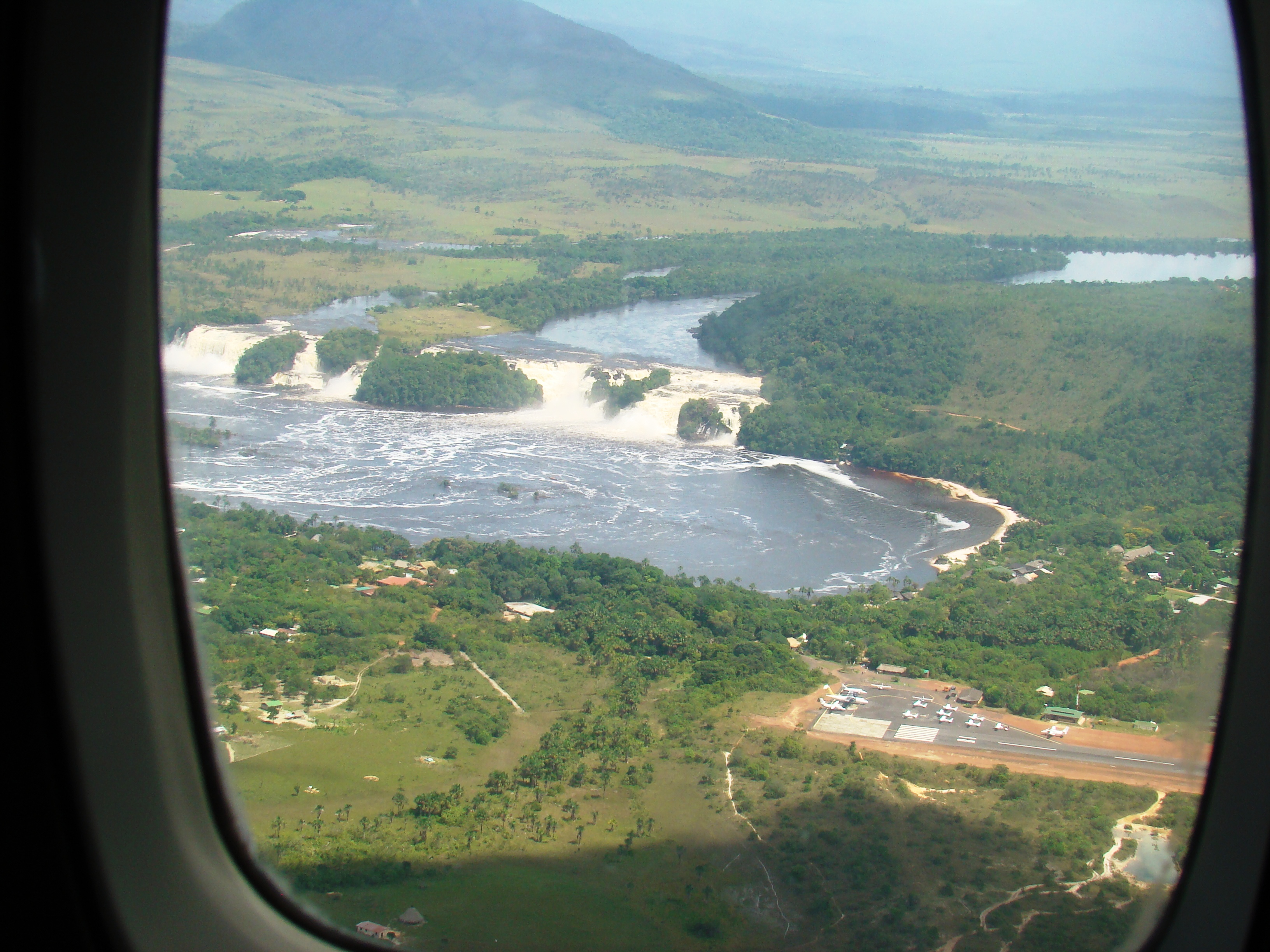
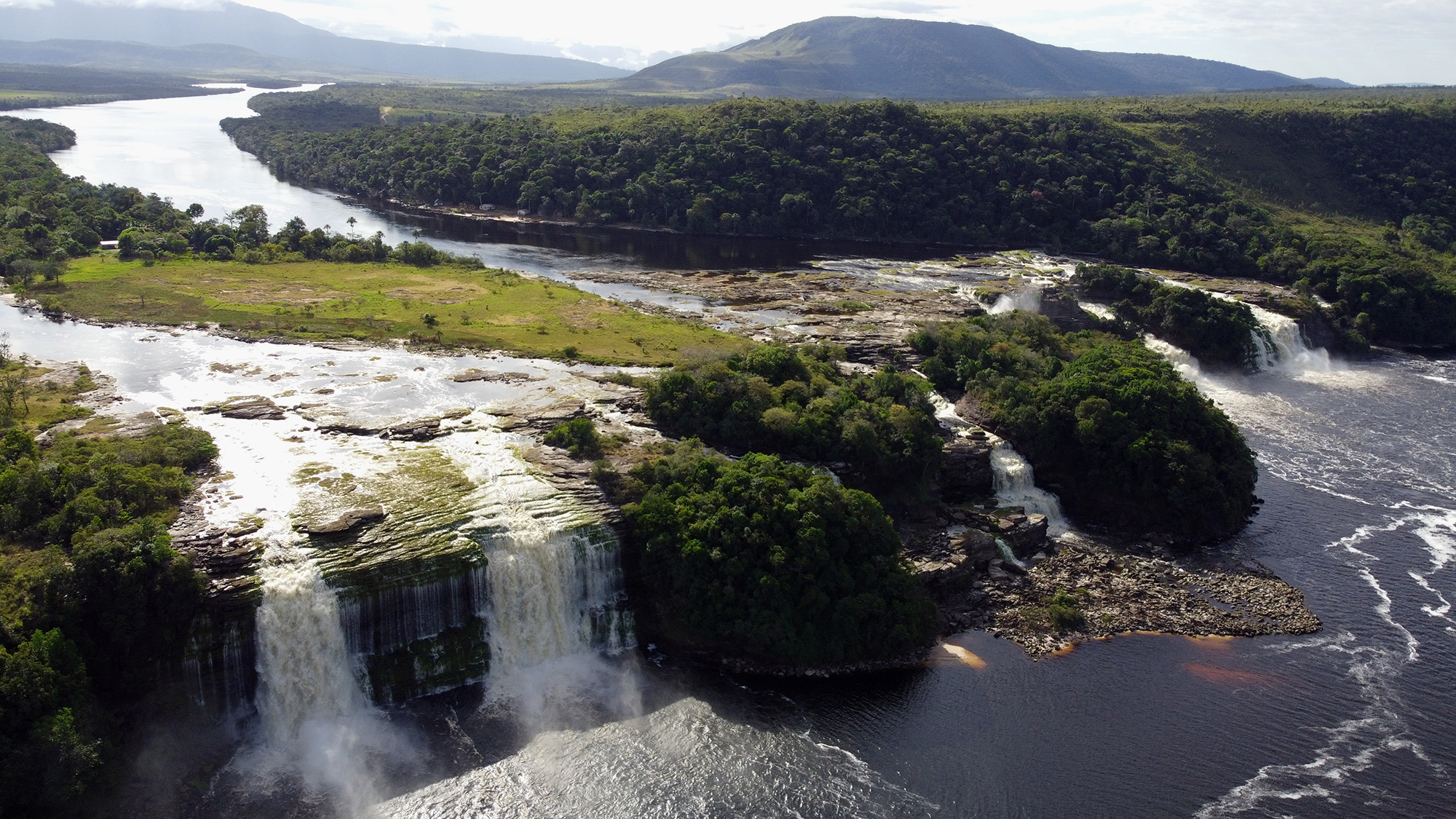
Водопады Эль-Хача и Укайма. Река Каррао и лагуна Канайма